# Сан Мартино (Витербо)
Сан Мартино је насеље у Италији у округу Витербо, региону Лацио.
Према процени из 2011. у насељу је живело 11 становника. Насеље се налази на надморској висини од 248 м.